# Ipotesi dei due colpi
L'ipotesi di Knudson, detta anche ipotesi dei due colpi (two-hit hypothesis), stabilisce una predisposizione al cancro ereditario associato solitamente alla "loss of function" di un gene oncosoppressore: secondo questa ipotesi, la maggior parte dei geni oncosoppressori richiede che entrambi gli alleli debbano essere inattivati, tramite mutazioni o tramite silenziamento epigenetico, per poter causare un cambiamento fenotipico. La teoria è stata formulata per la prima volta da Alfred G. Knudson nel 1971 e ha portato indirettamente all'identificazione di geni correlati al cancro. Knudson ha vinto nel 1998 l'Albert Lasker Clinical Medical Research Award per queste ricerche.
La teoria di Knudson in particolare afferma che, perché si manifesti il tumore, si deve presentare una prima mutazione su uno dei due alleli di un gene (l'oncosoppressore, appunto), che sarà ereditato dalla progenie (per cui questa avrà una forte predisposizione al cancro) e in seguito deve avvenire una mutazione "de novo" sull'altro allele dello stesso gene.

## Studi sul retinoblastoma
Knudson eseguì un'analisi statistica sui casi di retinoblastoma, un tumore della retina che si manifesta sia come malattia ereditaria che sporadicamente. Notò che il retinoblastoma ereditario si manifesta in età più giovane rispetto alla malattia sporadica. Inoltre, i bambini con retinoblastoma ereditario spesso sviluppavano il tumore in entrambi gli occhi, suggerendo una predisposizione sottostante.
Knudson suggerì che due "colpi" (da cui la denominazione ipotesi dei due colpi) al DNA fossero necessari per provocare il cancro. Nei bambini con retinoblastoma ereditario era stata ereditata la prima mutazione in quello che poi è stato identificato come gene RB1, mentre la seconda mutazione risultava acquisita successivamente. Nel retinoblastoma non ereditario, invece, dovevano avvenire ben due mutazioni de novo, o "colpi", prima che si potesse sviluppare un tumore: da ciò derivava l'età mediamente più tardiva di insorgenza rispetto al tumore nella forma ereditaria.

## Studi sulla patogenesi del cancro
In seguito si scoprì che la cancerogenesi dipendeva sia dalla mutazione dei proto-oncogeni (geni che stimolano la proliferazione cellulare) sia dall'inattivazione dei geni oncosoppressori, che sono geni che tengono sotto controllo la proliferazione. L'ipotesi di Knudson si riferisce specificamente, tuttavia, all'eterozigosi dei geni oncosoppressori: è necessaria un'inattivazione di entrambi gli alleli, poiché di solito è sufficiente un singolo gene oncosoppressore funzionale. È stato scoperto però che alcuni geni oncosoppressori sono "dose-dipendenti", quindi l'inibizione di una singola copia del gene (tramite modificazione genetica o epigenetica) è sufficiente a incoraggiare un fenotipo maligno: questo fenomeno è detto aploinsufficienza.

## Ipotesi correlate
La cromotripsi, fenomeno descritto per la prima volta nel 2011 tramite l'analisi genomica di un paziente con leucemia linfatica cronica, coinvolge molte mutazioni geniche a livello di uno stesso locus genico; in alcuni casi tali mutazioni potrebbero apparire tutte contemporaneamente. Questa eventualità, che sarebbe responsabile del 2-3% di tutti i casi di cancro ma di fino al 25% dei tumori ossei, consiste nella frantumazione di un cromosoma in decine o centinaia di pezzi, che viene poi riassemblato con configurazioni errate. Si presume che questa frantumazione avvenga quando i cromosomi vengono compattati durante la normale divisione cellulare, ma il fattore scatenante della frantumazione è sconosciuto. Secondo questa ipotesi, la neoplasia si sviluppa a partire da un singolo evento isolato, che però consta di molte mutazioni geniche simultanee, anziché a seguito di un lento accumulo di molteplici mutazioni.
La funzione esatta di alcuni geni oncosoppressori (come il gene MEN1 e il WT1) non è attualmente nota, ma si presume fortemente che la loro attività di soppressione dei tumori segua l'ipotesi dei due colpi.